# Perthustunnel
Der Perthustunnel ist ein 8,3 Kilometer langer Eisenbahntunnel der Schnellfahrstrecke Perpignan–Figueres zwischen Frankreich und Spanien. Er unterquert die Ausläufer der Pyrenäen bei Le Perthus und trägt daher diesen Namen. Der nördliche Tunnelmund liegt auf dem Hoheitsgebiet der französischen Gemeinde Montesquieu-des-Albères, der südliche auf dem spanischen von La Jonquera.
Das Tunnelbauwerk besteht aus zwei Röhren, die jeweils ein Gleis – in Normalspur – aufnehmen. Die Röhren sind alle 200 Meter durch Querverbindungen miteinander verbunden, insgesamt sind es 41 Verbindungsstollen. Die östliche Tunnelröhre misst eine Länge von 8.325 m. Ihr nördliches Portal liegt bei Kilometer 17,184 der Schnellfahrstrecke. Die westliche Tunnelröhre hat eine Länge von 8.316 m. Das Nordportal liegt bei Kilometer 17,179 der Schnellfahrstrecke.
Die Röhren wurden mit Tunnelbohrmaschinen der Firma Herrenknecht gebaut. Die beiden Maschinen mit einem Durchmesser von 9,9 Metern arbeiteten sich von der spanischen Seite nordwärts. Im August und Oktober 2005 begannen die Arbeiten. Die beiden Röhren sind im Oktober und November 2007 durchgebrochen worden. Sie durchlaufen Schichten von Granit, Gneis,  Granodiorit und Schiefer. Der Tunnel ging im Dezember 2010 in Betrieb.
Der Tunnel liegt vom Mittelmeer etwa 15–20 km landeinwärts, er wird wie der spanische Teil der Strecke im Rechtsverkehr durchfahren, der Übergang zum französischen Linksverkehr erfolgt einige Kilometer nördlich von ihm.
Der meernahe Übergang der alten Strecke zwischen den Bahnhöfen von Cerbère (Frankreich) und Port Bou (Spanien) erfolgt in einem nur etwa 700 m langen Tunnel mit beiden Spurweiten.